# Anoplognathus aeneus
Anoplognathus aeneus är en skalbaggsart som beskrevs av Waterhouse 1868. Anoplognathus aeneus ingår i släktet Anoplognathus och familjen Rutelidae. Inga underarter finns listade i Catalogue of Life.